# Marratxí
Marratxí ist eine schnell wachsende Gemeinde auf der spanischen Baleareninsel Mallorca, die zum nordöstlichen Vorortbereich der Hauptstadt Palma zählt.

## Geschichte
Mit 40.079 Einwohnern (Stand: 2024) ist Marratxí eine der größeren Gemeinden der Insel. Sie verfügt jedoch über keinen gleichnamigen Hauptort, sondern besteht aus einer Reihe von Vorstadtsiedlungen wie Sa Cabaneta, Pla de Na Tesa, Pòrtol und Pont d’Inca. Benannt ist die Gemeinde nach dem kleinen Weiler Marratxinet, der noch ländlich geprägt ist. Der bei weitem bevölkerungsreichste Ortsteil ist Pont d’Inca, das bereits seit Jahrzehnten mit der Großstadt Palma zusammengewachsen ist. Im Jahr 2007 betrug der Ausländeranteil 4,48 % (1395 Personen), der Anteil deutscher Einwohner 0,96 % (299 Personen). Daneben lebten 38 Niederländer, 19 Österreicher und 8 Schweizer in der Gemeinde. Die Einheimischen nennen sich Marratxiner bzw. Marratxinera.
Marratxí ist bekannt für die Herstellung von Keramik und die Produktion von getrockneten Pfefferschoten. Auf dem Gemeindegebiet befindet sich der Flugplatz Son Bonet, der bis zur Einweihung des heutigen Flughafens Son Sant Juan im Jahr 1960 als Hauptflughafen diente.

## Orte der Gemeinde
Zur Gemeinde Marratxí gehören folgende Orte:
- Marratxinet (36 / 36 Einwohner)
- Pla de na Tesa (3285 / 3941 Einwohner)
- Pont d’Inca (17.002 / 17.987 Einwohner)
- Pòrtol (2732 / 3061 Einwohner)
- Sa Cabaneta (6635 / 7355 Einwohner)

Die Einwohnerzahlen in Klammern stammen vom 1. Januar 2008. Die erste Zahl gibt dabei die Einwohner der geschlossenen Ortschaften an, die zweite Zahl die Einwohner der Orte einschließlich der hinzu zu rechnenden „verstreut“ lebenden Bevölkerung außerhalb der eigentlichen Siedlungen. (Quelle: INE)

## Sehenswürdigkeiten
- Parc Ferroviari i Museu de les Illes Balears (Eisenbahnpark Mallorca)[4]

## Persönlichkeiten
- Mavi García (* 1984), Radrennfahrerin